# 東和里 (臺中市)
東和里，是臺灣臺中市太平區所轄的里。面積1.4849平方公里，人口計有3,258人。西鄰東平里，南隔東平路與成功里分界，東望頭汴坑溪臨聖和里，北以廍子溪支流飲水坑溪與勤益里、豐年里相連。

## 里名由來
以「東平里」之「東」字和中和街之「和」字結合。

## 歷史沿革
東和里民國時期屬東平村管轄（後來改制為「東平里」）。民國94年（2005年）8月，行政區再次調整，東平里劃出東半部的東平路以北置東和里。

### 書籍
- 國立臺灣師範大學地理學系，《臺灣地名辭書》卷十二《臺中縣》第二冊，國史館臺灣文獻館。ISBN 9789860105742

## 外部連結
- 臺中市太平區公所 （页面存档备份，存于）